# (137108) 1999 AN10
1999 أي أن 10 (ويعرف أيضًا باسم (137108) 1999 أي أن 10 وفق تسمية الكوكب الصغير) (بالإنجليزية: 1999 AN10)‏ هو كويكب ضمن حزام الكويكبات؛ وترتيبه 137108 من حيث الاكتشاف.
اكتُشف هذا الجُرم الفلكي بواسطة بحث لنكولن عن الكويكبات القريبة من الأرض في 13 يناير 1999.

## وصلات خارجية
- (137108) 1999 AN10 في قاعدة بيانات مختبر الدفع النفاث لأجرام النظام الشمسي الصغيرة

- الاكتشاف · مخطط المدار ·  العناصر المدارية · المعلمات المادية

- (137108) 1999 AN10 على موقع ويكي سكاي: DSS2, SDSS, GALEX, IRAS, Hydrogen α, X-Ray, Astrophoto, Sky Map, Articles and images